# Эскадренные миноносцы типа «Београд»
Эскадренные миноносцы (эсминцы) типа «Београд» (серб. Разарачи класе Београд) — эсминцы, состоявшие в Военно-морских силах Королевства Югославии и принимавшие участие во Второй мировой войне. Всего было выпущено три эсминца: «Београд», «Загреб» и «Любляна».

## Краткая история
После строительства большого эсминца «Дубровник», министерство Военно-морских сил Королевства Югославии дало задание построить новый эсминец меньших размеров, обладающий большей эффективностью стрельбы и более высокими скоростными показателями. Составлением чертежей нового корабля занималась французская компания «Ateliers et Chantiers de la Loire» в Нанте, которая и помогла построить первый эсминец. Второй эсминец был поручен британской компании Yarrow и строился в Кральевице, а третий собирался теми же французами в доках Сплита (ныне Хорватия). Проект этих кораблей представлял собой уменьшенный, но усовершенствованный вариант «Бурраска». Водоизмещение 1230 т (стандартное), 1682 т (полное). Энергетическая установка 4 паровых котла Ярроу и 2 паровые турбины.
Имели 550-мм французские торпеды, в отличие от 533-мм британских на «Дубровнике». Ниже показаны характеристики французских и британских торпед различающихся калибров, из чего может быть сделан вывод о том, что технического смысла иметь два разных типа торпед с малоотличающимися характеристиками на четырёх эсминцах югославского флота не было и это вело к невзамозаменяемости, и, вероятно, это политическое и финансовое решение, так как Франция и Британия в это время предоставляли Югославии кредиты на закупку вооружения, в том числе и кораблей, с условием что Югославия закупит вооружение фирм соответствующей страны, также показаны характеристики торпед Италии и Германии, могущие использоваться на «Дубровнике» при его службе в их флотах.
Предвоенные 533—550 мм торпеды для надводных кораблей
| Страна, год на вооружение | Тип     | Калибр | Длина  | Вес, кг | ВВ, кг, тип | Дальность и скорость      |
| ------------------------- | ------- | ------ | ------ | ------- | ----------- | ------------------------- |
| Франция, 1925             | 23D     | 550 мм | 8,28 м | 2068    | 308, тротил | 9/39, 13/35 км/уз         |
| Франция, 1932             | 23DT    | 550 мм | 8,58 м | 2105    | 415, тротил | 9/39, 13/35 км/уз         |
| Великобритания, 1938      | Mk.IX** | 533 мм | 7,28 м | 1693    | 330, тротил | 10,1/41, 13,7/35 км/уз    |
| Великобритания, 1930      | Mk.IX   | 533 мм | 7,28 м | 1693    | 340, тротил | 9,6/36, 12,4/30 км/уз     |
| Италия, 1928              | W260    | 533 мм | 6,86 м | 1550    | 260, тротил | 3/42, 7/32, 9,2/30, 12/26 |
| Италия, 1937              | W270    | 533 мм | 7,2 м  | 1700    | 270, тротил | 4,0/43, 12,0/30 км/уз     |
| Италия, 1935              | Si270   | 533 мм | 7,2 м  | 1700    | 270, ТГА    | 4,0/46, 8,0/35, 12,0/29   |
| Италия, 1937              | W300    | 533 мм | 7,2 м  | 1620    | 300, тротил | 3/47, 5/43, 8/36, 12/29   |
| Германия, 1936            | G7a     | 533 мм | 7,19 м | 1528    | 280, SW-36  | 5,5/44, 7,5/40, 12,5/30   |
| Германия, 1928            | G7a     | 533 мм | 7,19 м | 1528    | 280, SW-18  | 5,5/44, 7,5/40, 12,5/30   |

### Београд
Заложен 23 декабря 1937, завершён 28 апреля 1939. 17 апреля 1941 повреждён во время бомбардировки и потоплен в Которском заливе. Поднят итальянскими войсками и переименован в «Sebenico» (с итал. — «Шибеник»), использовался для сопровождения конвоев в Северную Африку. После капитуляции Италии захвачен немцами в Венеции, принят в состав Кригсмарине 17 октября 1944 под именем «TA-43». В апреле 1945 повреждён югославской артиллерией, потоплен в Триесте 1 мая 1945. Позднее поднят и разобран.

### Загреб
Заложен 30 марта 1938, завершён 5 августа 1939. 17 апреля 1941 взорван лейтенантами-моряками Сергеем Машерой и Миланом Спасичем в Которском заливе во избежание захвата судна немцами и итальянцами.

### Любляна
Заложен 28 июня 1938, завершён 17 декабря 1939. Захвачен 17 апреля 1941, будучи в ремонте. Название эсминца сохранилось, но было переименовано на итальянский манер «Lubiana» и отправлено для охраны конвоев в Северной Африке. 1 апреля 1943 потоплен после авианалёта сил антигитлеровской коалиции.